# Кортик (зенитный ракетно-артиллерийский комплекс)

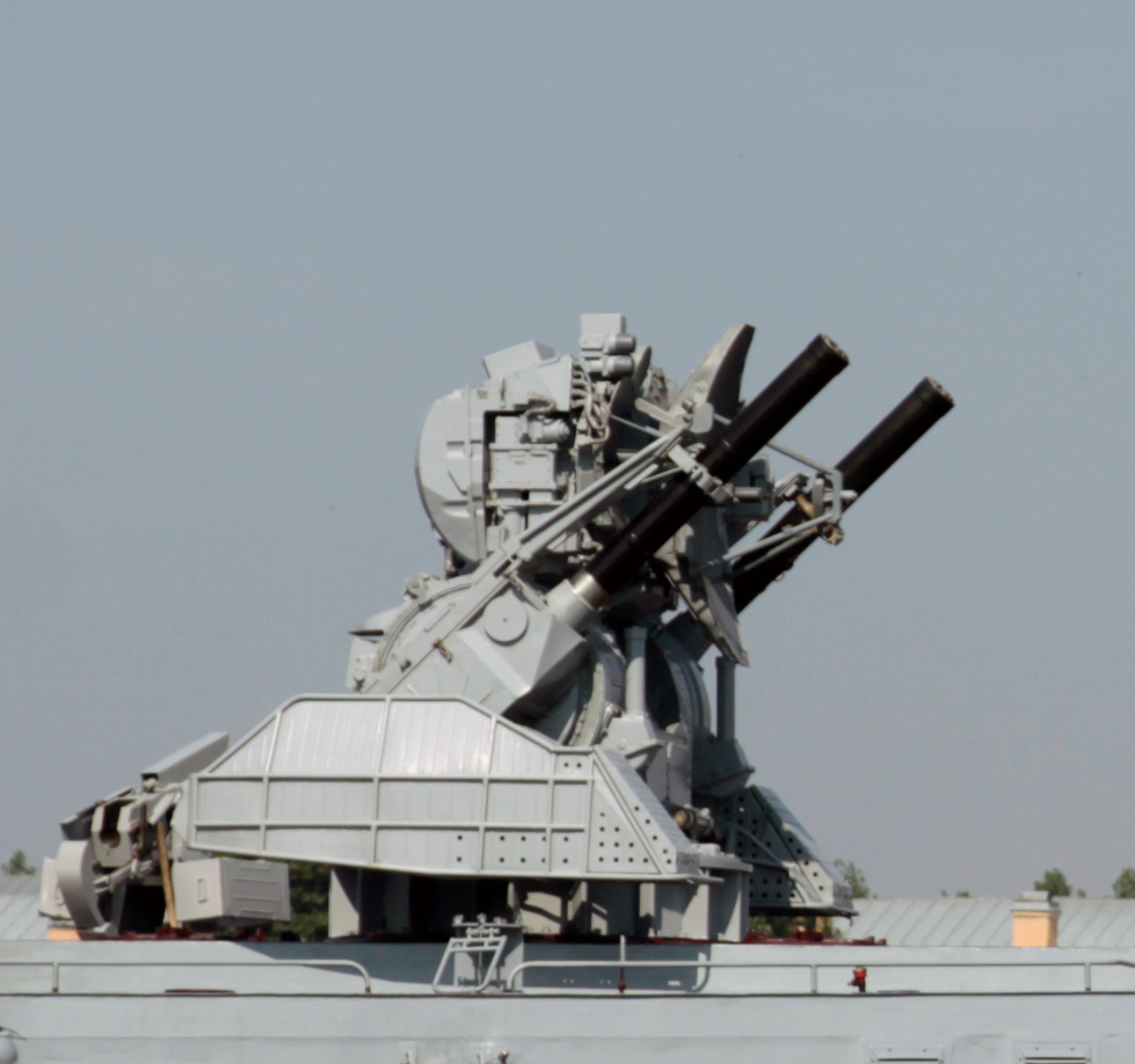
ЗРАК 3М87 «Кортик-М» на борту корвета «Стерегущий» без ЗУР

3М87 «Кортик» (индекс ГРАУ 3М87, экспортное наименование «Каштан») — советский и российский корабельный 30-мм автоматический зенитный ракетно-артиллерийский комплекс (ЗРАК) с двумя шестиствольными вращающимися орудиями АО-18К, предназначенный для обороны кораблей и стационарных объектов от высокоточного оружия (противокорабельные ракеты), воздушных целей (самолёты, вертолёты), а также для обстрела малоразмерных морских и наземных целей. Комплекс имеет полную автоматизацию боевой работы от обнаружения до поражения цели.

## История
Комплекс разработан в конце 1970-х годов в Конструкторском бюро приборостроения (ГУП «КБП», генеральный конструктор А. Г. Шипунов), серийное производство осуществляется на Тульском машиностроительном заводе Изготовитель радиолокационной системы боевого модуля — ОАО «РАТЕП». Бортовая аппаратура — НИИФП. Принят на вооружение в 1989 году.
В 2016 году были приняты на вооружение боеприпасы нового поколения для 30-мм автоматических пушек, их конструктивной особенностью является использование пластмассовых ведущих устройств. Концерн «Техмаш» будет производить для флота осколочно-фугасно-зажигательные и осколочно-трассирующие снаряды. Новые боеприпасы повысят живучесть стволов.

## Носители
Зенитный ракетно-артиллерийский комплекс «Кортик»/«Каштан» установлен на:
- тяжёлых атомных ракетных крейсерах «Адмирал Нахимов» и «Пётр Великий» (6 ЗРАК, 144 ЗУР);
- тяжёлом авианесущем крейсере «Адмирал Флота Советского Союза Кузнецов» (8 ЗРАК, 256 ЗУР);
- большом противолодочном корабле «Адмирал Чабаненко» (2 ЗРАК, 64 ЗУР);
- сторожевые корабли проекта 11540 «Неустрашимый» и «Ярослав Мудрый» (2 ЗРАК, 64 ЗУР);
- фрегаты проекта 11356 типа «Тальвар», построенные для ВМФ Индии (2 ЗРАК, 64 ЗУР);
- корветы проекта 20380 «Стерегущий» (1 ЗРАК, 32 ЗУР).

## Модификации
Модификация ЗРАК Каштан-М по сравнению с аналогом (ЗРК 3М87 «Кортик») имеет меньшее время реакции (за счёт увеличения скорости наведения ракетно-артиллерийской установки) и повышенные в 2—3 раза эксплуатационные характеристики.

## Тактико-технические характеристики
- Зоны поражения

по дальности:
ракетным вооружением: 1500—8000 м
артиллерийским вооружением: 500—4000 м
по высоте
ракетным вооружением: 5—3500 м
артиллерийским вооружением: 5—3000 м
- Время реакции: 6—8 с
- Дальность взятия на сопровождение ПКР с ЭПР = 0,1 м² и высотой полёта Н ≥ 5 м: 9 км
- Количество одновременно обстреливаемых целей (в зависимости от числа боевых модулей): 1[6]
- Вероятность поражения ПКР: 0,94—0,99
- Радиолокационный канал наведения мм диапазона обеспечивает точность 2—3 м
- Темп стрельбы: 10 000 выстр./мин

## Состав

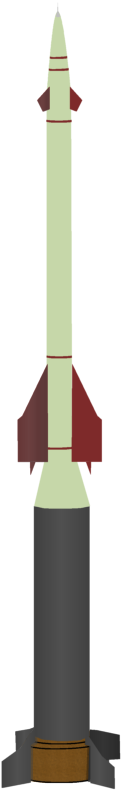
ракета 9М311

- Зенитные управляемые двухступенчатые твердотопливные ракеты 9М311-1  с осколочно-стержневой боевой частью и неконтактным датчиком цели.
- Два 30 мм шестиствольных зенитных автомата АО-18К.
- командный модуль, предназначенный для обнаружения целей, целераспределения и выдачи целеуказания боевым модулям;
- боевой модуль (от 1 до 6), который осуществляет автоматический прием целеуказания, автосопровождение, выработку данных для стрельбы и обстрел целей как ракетным, так и артиллерийским вооружением;
- система хранения и перезаряжания, обеспечивающая хранение 32 ракет в пусковых контейнерах, подъём их на боевой модуль и опускание в погреб.

## Модификации
«Каштан-М» — в первую очередь была улучшена дальность поражения, также увеличена зона поражения ЗУР 9M311-1Э по высоте и дальности.
Зоны поражения:
- по дальности

ЗУР (Зенитная управляемая ракета): 1500—10 000 м
ЗА (Зенитный автомат): 500—4000 м
- по высоте

ЗУР: 2—6000 м
ЗА: 0—3000 м
- Дальность взятия на сопровождение ПКР с ЭПР = 0,1 м² и высотой полёта Н≥5 м: 11,4[8] км

## Оценка
Совместная обработка сигналов от радиолокационного и оптико-электронного каналов сопровождения цели и ЗУР с автоматическим выбором оптимального режима и обеспечивает высокую помехоустойчивость. По итогам испытаний, произведённых в конце 1980-х годов, ЗРАК «Кортик» был признан неэффективным ввиду большого веса и габаритов и того, что на практике он не успевал осуществлять дострел автоматами несбитых с помощью своих ЗУР вражеских противокорабельных ракет. Большой вес в итоге не давал в большинстве случаев возможность размещать эти установки вместо ЗАК АК-630М. На крейсерах проекта 1293, намечавшихся к закладке в начале 1990-х годов, было принято решение отказаться от ЗРАК в пользу использования ЗРК «Кинжал» и зенитных автоматов. Основной недостаток ЗРАК тогда предполагалось устранить в модернизированной версии М.
ЗРАК устанавливается на сторожевые корабли проекта 11540 и 11356М, крейсера «Петр Великий» и «Адмирал Нахимов», а также БПК «Адмирал Чабаненко».
Начиная со второго корабля проекта 20380 ЗРАК не устанавливается по причине невозможности одновременного его размещения вместе с ЗРК «Редут» (комплекс на базе С-350) с возможностью использования различных типов ракет средней и большой дальности. Для обороны от ПКР используются 2 ЗАК АК-630М.
Однако это не означает отказа от самой концепции ЗРАК — на фрегаты проекта 22350 устанавливаются по 2 ЗАК «3М89 Палаш», которые могут быть доукоплектованы до ЗРАК.